# J&T Banka Prague Open 2017
WTA Prague Open 2017 — професійний тенісний турнір, що проходив на відкритих кортах з ґрунтовим покриттям. Це був 8-й за ліком турнір. Належав до категорії International у рамках Туру WTA 2017. Відбувся в Sparta Prague Tennis Club у Празі (Чехія). Тривав з 1 до 6 травня 2017 року.

## Розподіл очок
| Дисципліна       | П   | Ф   | ПФ  | ЧФ | 1/8 | 1/16 | Q   | Q3  | Q2  | Q1  |
| Одиночний розряд | 280 | 180 | 110 | 60 | 30  | 1    | 18  | 14  | 10  | 1   |
| Парний розряд    | 280 | 180 | 110 | 60 | 1   | Н/Д  | Н/Д | Н/Д | Н/Д | Н/Д |

## Учасниці основної сітки в одиночному розряді

### Сіяні
| Країна    | Гравчиня          | Рейтинг1 | Сіяна |
| --------- | ----------------- | -------- | ----- |
| Чехія     | Кароліна Плішкова | 3        | 1     |
| Данія     | Каролін Возняцкі  | 11       | 2     |
| Чехія     | Барбора Стрицова  | 17       | 3     |
| Австралія | Саманта Стосур    | 18       | 4     |
| Чехія     | Луціє Шафарова    | 28       | 5     |
| КНР       | Ч Шуай            | 32       | 6     |
| Хорватія  | Ана Конюх         | 34       | 7     |
| Чехія     | Катерина Сінякова | 38       | 8     |

- 1 Рейтинг подано станом на 24 квітня 2017.

### Інші учасниці
Нижче наведено учасниць, які отримали вайлдкард на участь в основній сітці:
- Яна Чепелова
- Єлена Янкович
- Маркета Вондроушова

Нижче наведено гравчинь, які пробились в основну сітку через стадію кваліфікації:
- Мона Бартель
- Беатріс Аддад Майя
- Луціє Градецька
- Наталія Віхлянцева

### Знялись з турніру
До початку турніру
- Менді Мінелла → її замінила  Каміла Джорджі
- Наомі Осака → її замінила  Євгенія Родіна
- Луїза Чиріко → її замінила  Данка Ковінич

Під час турніру
- Луціє Шафарова

## Учасниці основної сітки в парному розряді

### Сіяні
| Країна    | Гравчиня             | Країна | Гравчиня          | Рейтинг1 | Сіяна |
| --------- | -------------------- | ------ | ----------------- | -------- | ----- |
| Чехія     | Луціє Градецька      | Чехія  | Катерина Сінякова | 32       | 1     |
| Німеччина | Анна-Лена Гренефельд | Чехія  | Квета Пешке       | 69       | 2     |
| США       | Ракель Атаво         | Чехія  | Рената Ворачова   | 76       | 3     |
| США       | Ейжа Мугаммад        | Польща | Алісія Росольська | 87       | 4     |

- 1 Рейтинг подано станом на 24 квітня 2017.

### Інші учасниці
Гравчині, що отримали вайлд-кард на участь в основній сітці:
- Тереза Михалкова /  Шанталь Шкамлова
- Тереза Сміткова /  Анастасія Зарицька

## фінал

### Одиночний розряд
- Мона Бартель —  Крістина Плішкова 2–6, 7–5, 6–2

### Парний розряд
- Анна-Лена Гренефельд /  Квета Пешке —  Луціє Градецька /  Катерина Сінякова 6–4, 7–6(7–3)